# سامري عنيزة
سامري عنيزة، هو أحد الألوان الشعبية وهو نوع مُختلف من السامري، وتتفرّد عنيزة بأداء هذا اللون دون غيره عن باقي مدن السعودية ودول الخليج العربي، ويعتقد انه نشئ في منتصف القرن التاسع عشر،[بحاجة لمصدر] وهو يُقدم على شكل صفين متقابلين من عدة اشخاص يحملون الدف ثم يبدأ الشاعر بألقاء القصيدة ويردد خلفه الصف الذي معه.
تقوم فرقة دار عنيزة للتراث الشعبي بتقديم هذا الفن وهي الوحيدة التي تقدمه في المحافظة وتحاول الحفاظ على هذا الموروث وتدريب الأجيال الجديدة عليه.